# Chrysops
Genre
Chrysops est un genre d'insectes diptères brachycères de la famille des Tabanidae.

## Liste d'espèces
Selon ITIS (20 février 2018) :
- Chrysops abatus (Philip, 1941)
- Chrysops aberrans Philip, 1941
- Chrysops aestuans Wulp, 1867
- Chrysops affinis Bellardi, 1859

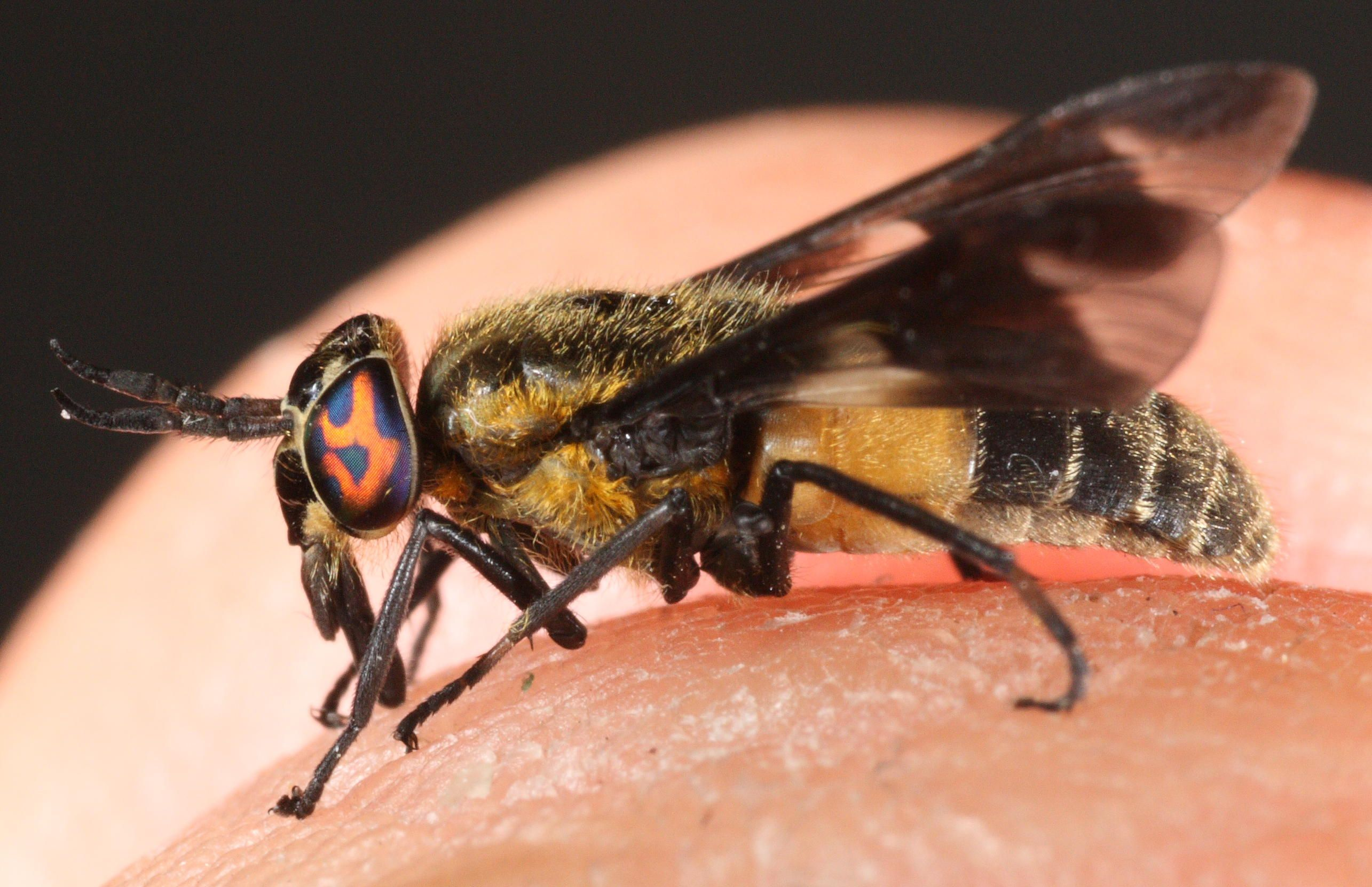
Chrysops caecutiens.

- Chrysops altivagus Osten Sacken, 1886
- Chrysops asbestos Philip, 1950
- Chrysops ater Macquart, 1850
- Chrysops atlanticus (Pechuman, 1949)
- Chrysops balzaphire Philip, 1955
- Chrysops beameri Brennan, 1935
- Chrysops bishoppi Brennan, 1935
- Chrysops bistellatus Daecke, 1905
- Chrysops brimleyi Hine, 1904
- Chrysops brunneus Hine, 1903
- Chrysops callidus Osten Sacken, 1875
- Chrysops calvus (Pechuman & Teskey, 1967)
- Chrysops carbonarius Walker, 1848
- Chrysops celatus (Pechuman, 1949)
- Chrysops cincticornus
- Chrysops clavicornis Brennan, 1935
- Chrysops coloradensis Bigot, 1892
- Chrysops coquilletti Hine, 1904
- Chrysops costatus Fabr.
- Chrysops cuclux Whitney, 1879
- Chrysops cursim Whitney, 1879
- Chrysops dacne Philip, 1955
- Chrysops dampfi Philip, 1955
- Chrysops dawsoni Philip, 1959
- Chrysops delicatulus Osten Sacken, 1875
- Chrysops dimmocki Hine, 1905
- Chrysops discalis Williston, 1880
- Chrysops dissimilis Brennan, 1935
- Chrysops divisus Walker, 1848
- Chrysops dixianus Pechuman, 1974
- Chrysops dorosovittatus Hine, 1907
- Chrysops dorsopunctus (Fairchild, 1937)
- Chrysops excitans Walker, 1850
- Chrysops facialis Townsend, 1897
- Chrysops fascipennis Macquart, 1834
- Chrysops flavidus Wiedemann, 1821
- Chrysops frigidus Osten Sacken, 1875
- Chrysops fuliginosus Wiedemann, 1821
- Chrysops fulvaster Osten Sacken, 1877
- Chrysops fulvistigma Hine, 1904
- Chrysops furcatus Walker, 1848
- Chrysops geminatus Wiedemann, 1828
- Chrysops harmani Tidwell, 1973
- Chrysops hinei Daecke, 1907
- Chrysops hirsuticallus Philip, 1941
- Chrysops hyalinus Shannon, 1924
- Chrysops ifasi Fairchild, 1978
- Chrysops impunctus Krober, 1926
- Chrysops indus Osten Sacken, 1875
- Chrysops lateralis Wiedemann, 1828
- Chrysops latifasciatus Bellardi, 1859
- Chrysops latifrons Brennan, 1935
- Chrysops luteopennis Philip, 1936
- Chrysops macquarti Philip, 1961
- Chrysops mitis Osten Sacken, 1875
- Chrysops moechus Osten Sacken, 1875
- Chrysops montanus Osten Sacken, 1875
- Chrysops mutatus Pechuman, 1939
- Chrysops niger Macquart, 1838
- Chrysops nigribimbo Whitney, 1879
- Chrysops nigripes Zetterstedt, 1838
- Chrysops obsoletus Wiedemann
- Chrysops pachycerus Williston
- Chrysops parvulus Daecke, 1907
- Chrysops pechumani Philip, 1941
- Chrysops pikei Whitney, 1904
- Chrysops proclivis Osten Sacken, 1877
- Chrysops provocans Walker, 1850
- Chrysops pudicus Osten Sacken, 1875
- Chrysops reicherti Fairchild, 1937
- Chrysops sackeni Hine, 1903
- Chrysops separatus Hine, 1907
- Chrysops sequax Williston, 1887
- Chrysops shermani Hine, 1907
- Chrysops sordidus Osten Sacken, 1875
- Chrysops striatus Osten Sacken, 1875
- Chrysops subcaecutiens Bellardi, 1859
- Chrysops surdus Osten Sacken, 1877
- Chrysops tidwelli Philip & Jones, 1962
- Chrysops univittatus Macquart, 1855
- Chrysops upsilon Philip, 1950
- Chrysops variegatus (De Geer, 1776)
- Chrysops venus Philip, 1950
- Chrysops virgulatus Bellardi, 1859
- Chrysops vittatus Wiedemann, 1821
- Chrysops wileyae Philip, 1955
- Chrysops zinzalus (Philip, 1942)

Selon Fauna Europaea (3 juillet 2013) :
Sous-genre Chrysops
- Chrysops caecutiens
- Chrysops concavus
- Chrysops connexus
- Chrysops divaricatus
- Chrysops flavipes
- Chrysops italicus
- Chrysops mauritanicus
- Chrysops melicharii
- Chrysops nigripes
- Chrysops parallelogrammus
- Chrysops passosi
- Chrysops relictus Meigen, 1820
- Chrysops rufipes
- Chrysops sepulcralis
- Chrysops viduatus

Sous-genre Petersenichrysops
- Chrysops hamatus